# Línea 156 (EMT Madrid)
La línea 156 de la EMT de Madrid une la plaza de Manuel Becerra con la plaza de Legazpi.

## Características
La línea 156 inició su servicio el día 3 de noviembre de 2009, y une las plazas de Manuel Becerra y de Legazpi atravesando la calle de Doctor Esquerdo y una parte del distrito de Arganzuela. Es una línea que no tiene mucha demanda, ya que su recorrido es coincidente con el de la línea 6 de Metro.

### Frecuencias
| Lunes a viernes laborables |               |
| De 6:00 a 21:00            | 10-15 minutos |
| De 21:00 a 23:00           | 13-16 minutos |
| Sábados laborables         |               |
| De 6:00 a 10:00            | 14-30 minutos |
| De 10:00 a 22:00           | 13-15 minutos |
| De 22:00 a 23:00           | 15-20 minutos |
| Domingos y festivos        |               |
| De 7:00 a 10:00            | 16-26 minutos |
| De 10:00 a 22:00           | 15-20 minutos |
| De 22:00 a 23:00           | 15-27 minutos |

## Recorrido y paradas

### Sentido Legazpi
La línea empieza en la Plaza de Manuel Becerra, donde comparte cabecera con la línea 143. Recorre la calle de Doctor Esquerdo hasta el final, continuando por la prolongación de ésta (Pedro Bosch y Avenida del Planetario). Luego, se mete por la calle de Embajadores. Aquí gira a la izquierda para coger el Paseo del Molino, estableciendo al final de este su cabecera.
| Código | Parada                                 | Común con            | Conexiones con Metro y Cercanías | Otros |
| ------ | -------------------------------------- | -------------------- | -------------------------------- | ----- |
| 147    | MANUEL BECERRA                         | 143                  | Manuel Becerra                   |       |
| 1427   | Manuel Becerra                         | 56 143 C1 E5         |                                  |       |
| 148    | Doctor Esquerdo-Goya                   | 2 56 71 143 C1       |                                  |       |
| 150    | Casa de la Moneda                      | 2 30 56 71 143 E4 E5 | O'Donnell                        |       |
| 1256   | Hospital Gregorio Marañón              | 2 30 56 143          |                                  |       |
| 4712   | Metro Sainz de Baranda                 | 30 56 143            | Sainz de Baranda                 |       |
| 4714   | Samaria                                | 30 56 143            |                                  |       |
| 1431   | Nazaret                                | 56 143               |                                  |       |
| 1433   | Metro Conde de Casal                   | 56 143               | Conde de Casal                   |       |
| 4716   | Conde de Casal-Doctor Esquerdo         | 56                   |                                  |       |
| 1435   | Doctor Esquerdo-Cavanilles             | 10 56                |                                  |       |
| 1437   | Pacífico                               | 10 56                | Pacífico                         |       |
| 3719   | Estación de Méndez Álvaro-Estación Sur |                      | Méndez Álvaro                    |       |
| 3367   | Avenida del Planetario-Estación Sur    | 148                  |                                  |       |
| 3366   | Tierno Galván-Planetario               | 148                  |                                  |       |
| 4101   | Avenida del Planetario                 | 148                  |                                  |       |
| 3360   | Nudo Sur                               | 148                  |                                  |       |
| 2906   | Bronce                                 | 62 148 180 T32       |                                  |       |
| 5512   | Plaza de Italia                        | 62 148               |                                  |       |
| 2916   | Legazpi                                | 62 148 180 T32       | Legazpi                          |       |
| 3644   | LEGAZPI (Pº Molino)                    | 180 T32              | Legazpi                          |       |

### Sentido Manuel Becerra
El recorrido de vuelta es exactamente igual que el ida, pero en sentido contrario.
| Código | Parada                                 | Común con      | Conexiones con Metro y Cercanías | Otros |
| ------ | -------------------------------------- | -------------- | -------------------------------- | ----- |
| 3644   | LEGAZPI (Pº Molino)                    | 180 T32        | Legazpi                          |       |
| 5054   | Plaza de Italia                        | 62 148         |                                  |       |
| 2905   | Bronce                                 | 62 148 180 T32 |                                  |       |
| 3359   | Nudo Sur                               | 148            |                                  |       |
| 4100   | Avenida del Planetario                 | 148            |                                  |       |
| 3365   | Tierno Galván-Planetario               | 148            |                                  |       |
| 4802   | Estación de Méndez Álvaro-Estación Sur | 8              | Méndez Álvaro                    |       |
| 3720   | Pacífico                               | 10 56          | Pacífico                         |       |
| 1436   | Doctor Esquerdo-Cavanilles             | 56             |                                  |       |
| 4717   | Conde de Casal-Doctor Esquerdo         | 56             |                                  |       |
| 1434   | Metro Conde de Casal                   | 32 56 143      | Conde de Casal                   |       |
| 1432   | Nazaret                                | 56 143         |                                  |       |
| 4715   | Samaria                                | 30 56 143      |                                  |       |
| 4713   | Metro Sainz de Baranda                 | 30 56 143      | Sainz de Baranda                 |       |
| 1257   | Hospital Gregorio Marañón              | 2 30 56 143    |                                  |       |
| 5822   | Doctor Esquerdo-O'Donnell              | 2 30 56 143    |                                  |       |
| 151    | Casa de la Moneda                      | 2 30 56 71 143 | O'Donnell                        |       |
| 149    | Doctor Esquerdo-Goya                   | 2 56 71 143 C2 |                                  |       |
| 1428   | Manuel Becerra                         | 12 56 143 C2   |                                  |       |
| 147    | MANUEL BECERRA                         | 143            | Manuel Becerra                   |       |